# Джефферсон (округ, Вашингтон)
Округ Джефферсон (англ. Jefferson County) — округ штата Вашингтон, США. Население округа на 2000 год составляло 25 953 человек. Административный центр округа — город Порт-Таунсенд.

## История
Округ Джефферсон основан в 1852 году.

## География
Округ занимает площадь 4685,3 км2.

## Демография
Согласно переписи населения 2000 года, в округе Джефферсон проживало 25 953 человек (данные Бюро переписи населения США). Плотность населения составляла 5,5 человек на квадратный километр.